# Marathon Sports
Marathon Sports — компания из Эквадора, специализирующаяся на изготовлении и распространении одежды, обуви, аксессуаров и оборудования для спортивных команд. Основана в Гуаякиле в мае 1988 года (основатель —  Родриго Рибадейнера) (исп. Rodrigo Ribadeinera). В настоящее время компания производит униформу для сборных по футболу Эквадора (с 1994 года). Кроме того, компания производит, импортирует, распространяет и продает некоторые товары под торговыми знаками крупных брендов одежды и аксессуаров (Adidas, Nike, Puma, Diadora, Wilson Sporting Goods, Avia). В настоящее время насчитывается 88 магазинов Marathon Sports в Эквадоре. Девиз компании — «La piel de tu pais» («Orgullosamente la piel de tu país desde 1994»). Компания контролирует 60% рынка спортивной одежды в Эквадоре. Сеть розничных магазинов компании помимо Эквадора представлена в Мексике, Панаме, Колумбии и Перу.

## История
Компания была основана в мае 1988 года Родриго Рибадейнерой. Он начинал со сети спортивных магазинов в Эквадоре, но в 1994 году контракт Reebok со сборной Эквадора по футболу истёк срок действия. Marathon Sports после этого подписал контракт с командой из Эквадора. Первая форма от Marathon Sports имела следующий дизайн: группа из толстых синих и красных полос на правом плече, отражающие флаг Эквадора. После этого компания выпустила униформу для участия Эквадора на чемпионате мира по футболу в 1998 году, выполнив дизайн в «андском стиле» (команда Эквадора не прошла квалификацию). В 2002 году сборная Эквадора на своём первом чемпионате мира по футболу в Корее и Японии выступала в форме компании Marathon Sports.
Сейчас компания использует передовые технологии, бренд по-прежнему выпускает новейшие разработки и продукты для команды Эквадора. Также компания обеспечивает одеждой сборную Боливии по футболу и сборную Перу по футболу, некоторые латиноамериканские клубы и спортсменов.

## Спонсорство

### Футбол

#### Сборные
- Эквадор (c 1994 года)
- Боливия (2005—2010; с 2015 года)
- Перу (с 2018 года)

#### Клубы
- Боливар
- Ориенте Петролеро
- Барселона
- Макара
- Индепендьенте дель Валье
- Реал Гарсиласо
- Серро Портеньо